# Laugi jõgi
Laugi jõgi (est. Laugi jõgi) – rzeka w prowincji Saare, Estonii. Ma źródła w okolicy wsi Kõljala. Wpada do rzeki Põduste w okolicy Sikassaare. Ma długość 17,8 km i powierzchnię dorzecza 54,5 km².